# Stoure Guorta
Stoure Guorta är en sjö i Vilhelmina kommun i Lappland och ingår i Ångermanälvens huvudavrinningsområde. Sjön har en area på 3,31 kvadratkilometer och ligger 622,3 meter över havet. Sjön avvattnas av vattendraget Guortabäcken.

## Delavrinningsområde
Stoure Guorta ingår i det delavrinningsområde (725104-146559) som SMHI kallar för Utloppet av Stoure Guorta. Medelhöjden är 649 meter över havet och ytan är 19,4 kvadratkilometer. Räknas de 7 avrinningsområdena uppströms in blir den ackumulerade arean 53,74 kvadratkilometer. Guortabäcken som avvattnar avrinningsområdet har biflödesordning 3, vilket innebär att vattnet flödar genom totalt 3 vattendrag innan det når havet efter 446 kilometer. Avrinningsområdet består mestadels av skog (59 procent) och sankmarker (22 procent). Avrinningsområdet har 3,31 kvadratkilometer vattenytor vilket ger det en sjöprocent på 17 procent.